# Ivan Jurík
Ivan Jurík (* 21. ledna 1971) je bývalý slovenský fotbalista, záložník.

## Fotbalová kariéra
V československé lize hrál za Plastiku Nitra a FK Dukla Praha. V československé lize nastoupil v 7 utkáních. V Poháru UEFA nastoupil v sezóně 1989/90 za Nitru v 1 utkání proti 1. FC Köln. Ve slovenské lize nastoupil za MŠK Žilina ve 34 utkáních a dal 1 gól. Dále hrál za FK Prievidza.

## Ligová bilance
| Ročník                                   | Zápasy | Góly | Klub           |
| ---------------------------------------- | ------ | ---- | -------------- |
| 1. československá fotbalová liga 1988/89 | 2      | 0    | Plastika Nitra |
| 1. československá fotbalová liga 1989/90 | 4      | 0    | Plastika Nitra |
| 1. československá fotbalová liga 1989/90 | 1      | 0    | FK Dukla Praha |
| Corgoň liga 1998/99                      | 13     | 0    | MŠK Žilina     |
| Corgoň liga 1999/00                      | 22     | 1    | MŠK Žilina     |
| Corgoň liga 2000/01                      | 9      | 0    | MŠK Žilina     |
| LIGA CELKEM                              | 41     | 1    |                |